# Система образования в Эстонии
Система образования в Республике Эстония регулируется Конституцией Республики, Актом Защиты Детей и Актом Об Образовании. Согласно Конституции все имеют право на образование, независимо от национальности.
Образование является обязательным для всех детей возрастом до 17 лет. Образование должно предоставляться местной (по жительству) школой. Для детей-инвалидов образование предоставляется в специально организованных школах или на дому. Дети иностранцев или лиц без гражданства также подлежат образованию, за исключением детей дипломатических служащих других стран.
Согласно Акту Об Образовании и Акту Об Общеобразовательных И Высших Средних Школ Республики Эстония, местные власти должны осуществлять контроль за посещаемостью школ детей в возрасте до 17 лет. Родители обязаны обеспечивать детей возможностями выполнения заданных уроков. Если родители не выполняют данного распоряжения, то они могут быть наказаны в административном порядке.
Дошкольное образование предусматривается как доступное для каждого ребёнка. Так как большинство детских садов является платными, местные власти должны оплачивать от 50 % до 100 % стоимости, исходя из заработка родителей. Родители не должны платить более 20 % от минимального размера заработной платы, устанавливаемой Правительством Республики Эстония.
Эстонская система образования не имеет деления на начальное и среднее образование. Основой обязательного образования считается обучение с 1 класса (зачисление в возрасте 7 лет) и включая 9 класс. Данное время обучения разделено на 3 периода получения знаний: Период 1 (с 1 по 3 класс); Период 2 (с 4 по 6 класс) и Период 3 (с 7 по 9 класс).
Отправить ребёнка в первый класс можно по месту жительства, подав заявление в ближайшую школу в том городе или волости (если речь идёт о сельской местности), где живёт семья. Но есть школы с углублённым изучением языков и математики (или отдельные специализированные классы), а также частные школы, куда нужно сдавать вступительные экзамены. На конкурсной основе ребёнок может поступить и в не относящуюся к его району школу в том же городе — так бывает, если родители выбрали школу из-за её высокого рейтинга.
На основании государственных учебных программ школа утверждает собственную учебную программу, являющуюся базовым документом для организации занятий, в котором приводятся выбранные варианты, вытекающие из особенностей школы, но сделанные в рамках государственных учебных программ. Переход из класса в класс производится учителями, исходя из их оценок. Если ребёнок не имеет достаточных знаний, то в период летних каникул он должен пройти дополнительное 2 недельное обучение, после которого будут решаться его переход в следующий класс. По окончании периода обучения школой выдаётся Сертификат и Вкладыш с оценками.
С 2002 года действует новая программа для гимназий Высшей средней школы, образование в которых стало разделяться на академическое и профессиональное. Академическое (только на Эстонском языке, но государственные экзамены по всем предметам можно сдавать и на Русском языке, классы 10-12, обучение- бесплатное) ведёт к получению высшего образования. Профессиональное ведёт к возможностям трудоустройства или продолжению обучения на профессиональный диплом.
Имеется возможность получения бесплатного высшего образования, однако есть и платные места в ВУЗах. Эстония входит в Европейский NARIC/ENIC и её дипломы признаются всеми странами Европейского союза